# Kurtwood Smith
Kurtwood Smith, all'anagrafe Kurtwood Larson Smith (New Lisbon, 3 luglio 1943), è un attore statunitense.

## Biografia

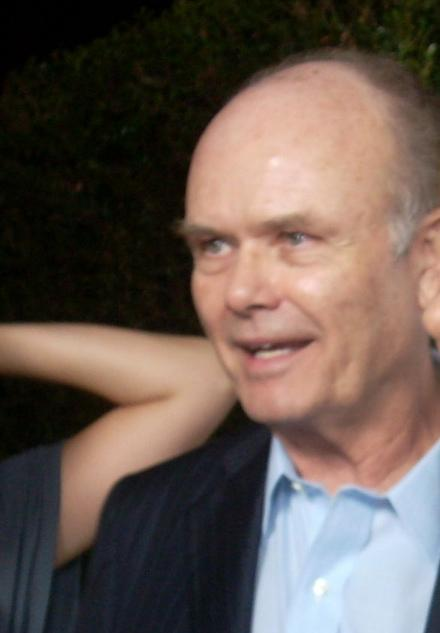
Kurtwood Smith nel 2009

Si è laureato al San José State College con un Bachelor of Arts nel 1965, e si è poi iscritto per un master all'Università di Stanford, titolo ottenuto nel 1969. Ha insegnato recitazione per un breve periodo. Esordisce come attore teatrale a San Francisco, mentre il debutto al cinema risale agli anni ottanta. 
Specializzato nel dare vita a personaggi duri e freddi, ha interpretato il ruolo di Clarence Boddicker nel film RoboCop (1987), ha recitato con Sylvester Stallone in Rambo III (1988), nel ruolo del sergente Griggs, e ha interpretato l'inflessibile padre di Neil Perry (Robert Sean Leonard) nel film L'attimo fuggente (1989), al fianco di Robin Williams.
Kurtwood Smith ha preso parte a numerose produzioni del franchise Star Trek, interpretando il presidente Efrosiano della Federazione dei Pianeti Uniti in Rotta verso l'ignoto (Star Trek VI: The Undiscovered Country, 1991); il Cardassiano Thrax nell'episodio Prigionieri del passato (Thing Past, 1996) della serie televisiva Star Trek: Deep Space Nine; l'ufficiale Annorax dei Krenin nei due episodi Un anno d'inferno (prima parte) e Un anno d'inferno (seconda parte) (Year of Hell: Part 1 e Year of Hell: Part 2, 1997) della serie televisiva Star Trek: Voyager; infine ha prestato la voce all'insettoide Clar nell'episodio Veritas (2020) della serie animata Star Trek: Lower Decks.
Dal 1998 al 2006 ha interpretato Red Forman nella serie televisiva That '70s Show (1998-2006), ruolo che ha ripreso nel 2023 nel sequel That '90s Show.

## Vita privata
È stato sposato dal 1964 al 1974 con Cecilia Souza da cui ha avuto due figli, Shannon e Laurel. Dal 1988 è sposato con l'attrice Joan Pirkle.

## Filmografia parziale

### Attore

#### Cinema
- Staying Alive, regia di Sylvester Stallone (1983)
- Flashpoint, regia di William Tannen (1984)
- RoboCop, regia di Paul Verhoeven (1987)
- Rambo III, regia di Peter MacDonald (1988)
- Verdetto finale (True Believer), regia di Joseph Ruben (1989)
- L'attimo fuggente (Dead Poets Society), regia di Peter Weir (1989)
- Il cuore di Dixie (Heart of Dixie), regia di Martin Davidson (1989)
- Scappiamo col malloppo (Quick Change), regia di Howard Franklin e Bill Murray (1990)
- Oscar - Un fidanzato per due figlie (Oscar), regia di John Landis (1991)
- Rotta verso l'ignoto (Star Trek VI: The Undiscovered Country), regia di Nicholas Meyer (1991)
- Spie contro (Company Business), regia di Nicholas Meyer (1992)
- 2013 - La fortezza (Fortress), regia di Stuart Gordon (1992)
- Boxing Helena, regia di Jennifer Lynch (1993)
- La ragazza della porta accanto (The Crush), regia di Alan Shapiro (1993)
- Visioni di un omicidio (Dead on Sight), regia di Ruben Preuss (1994)
- Da morire (To Die For), regia di Gus Van Sant (1995)
- Trappola sulle Montagne Rocciose (Under Siege 2: Dark Territory), regia di Geoff Murphy (1995)
- L'ultimo cacciatore (Last of the Dogmen), regia di Tab Murphy (1995)
- La storia di Ruth, donna americana (Citizen Ruth), regia di Alexander Payne (1996)
- Il momento di uccidere (A Time to Kill), regia di Joel Schumacher (1996)
- Nome in codice: Broken Arrow (Broken Arrow), regia di John Woo (1996)
- Deep Impact, regia di Mimi Leder (1998)
- Ragazze interrotte (Girl, Interrupted), regia di James Mangold (1999)
- Dee Dee - Una donna controcorrente (The Trouble with Dee Dee), regia di Mike Meiners (2005)
- Hard Scrambled, regia di David Scott Hay (2006)
- Entry Level, regia di Douglas Horn (2007)
- Benvenuti a Cedar Rapids (Cedar Rapids), regia di Miguel Arteta (2011)
- Hitchcock, regia di Sacha Gervasi (2012)
- Amityville - Il risveglio (Amityville: The Awakening), regia di Franck Khalfoun (2017)
- El Camino Christmas, regia di David E. Talbert (2017)
- Firestarter, regia di Keith Thomas (2022)

#### Televisione
- Bolle di sapone (Soap) – serie TV, episodio 3x13 (1980)
- Me and Maxx – serie TV, episodio 1x10 (1980)
- Lou Grant – serie TV, episodi 3x14, 3x23, 4x09 (1980-1981)
- La banda dei sette (The Renegades) – sere TV, 6 episodi (1983)
- A-Team (The A-Team) – serie TV, episodio 2x15 (1984)
- Tuono blu (Blue Thunder) – serie TV, episodio 1x04 (1984)
- Riptide – sere TV, episodio 2x02 (1984)
- The Paper Chase – serie TV, episodio 3x11 (1985)
- Stir Crazy – serie TV, episodio 1x02 (1985)
- La notte di Halloween (Trick or Treat), regia di Jack Hannah - film TV (1985)
- Nancy, Sonny & Co. (It's a Living) – serie TV, episodio 3x10 (1985)
- La prossima vittima (Deadly Messages), regia di Jack Bender – film TV (1985)
- Singray – serie TV, episodio 1x04 (1986)
- The New Adventures of Beans Baxter – serie TV, 5 episodi (1987)
- X-Files (The X-Files) – serie TV, episodio 3x14 (1996)
- Star Trek: Deep Space Nine – serie TV, episodio 5x08 (1996)
- Star Trek: Voyager – serie TV, episodi 4x08, 4x09 (1997)
- That '70s Show – serie TV, 201 episodi (1998-2006)
- I magnifici sette (The Magnificent Seven) – serie TV, episodio 1x01 (1998)
- La guerra dei bugiardi (A Bright Shining Lie), regia di Terry George - film TV (1998)
- Malcolm – serie TV, episodio 5x09 (2004)
- Psych – serie TV, episodio 1x09 (2007)
- Dr. House - Medical Division (House, M.D.) - serie TV, episodio 3x15 (2007)
- Untitled Barry Sonnenfeld TV Pilot – serie TV, episodio 1x00 (2008)
- Medium – serie TV, 3 episodi (2006-2009)
- 24 – serie TV, 7 episodi (2009)
- La peggiore settimana della nostra vita (Worst Week) – serie TV, 16 episodi (2008-2009)
- Chaos – serie TV, 13 episodi (2011)
- Resurrection – serie TV, 21 episodi (2014-2015)
- Agent Carter - serie TV, 7 episodi (2015-2016)
- The Ranch – serie TV, 6 episodi (2017-2019)
- Patriot - serie TV, 18 episodi (2017-2018)
- Future Man – serie TV, episodio 2x06 (2019)
- Perfect Harmony - serie TV, 1 episodio (2019)
- Jupiter's Legacy - serie TV, 3 episodi (2021)
- Ultra City Smiths - serie TV, 6 episodi (2021)
- The Dropout - serie TV (2022)
- That '90s Show - serie TV, 10 episodi (2023)

### Doppiatore

#### Cinema
- Turbo, regia di David Soren (2013)

#### Televisione
- Fl-eek Stravaganza (Eek! the Cat) – serie animata, 7 episodi (1993-1997)
- Manny tuttofare - serie animata, 1 episodio (2006)
- Squirrel Boy – serie animata, 26 episodi (2006-2007)
- Beware the Batman - serie animata, 15 episodi (2013-2014)
- Star Trek: Lower Decks - serie animata, episodio 1x08 (2020) - Clar

## Doppiatori italiani
Nelle versioni in italiano dei suoi film, Kurtwood Smith è stato doppiato da:
- Sandro Iovino in L'attimo fuggente, Trappola sulle Montagne Rocciose, Il momento di uccidere, Deep Impact, Ragazze interrotte, Malcolm, Chaos
- Dario Penne in La peggiore settimana della nostra vita, Benvenuti a Cedar Rapids, Body of Proof, Resurrection, El Camino Christmas
- Gino La Monica in Star Trek: Deep Space Nine, Star Trek: Voyager, 24, The Dropout
- Cesare Barbetti in Verdetto finale, 2013: la fortezza
- Oliviero Dinelli in Dr. House - Medical Division, Entry Level
- Luca Biagini in Firestarter, That '90s Show
- Carlo Valli in L'ultimo cacciatore, Suits
- Gianni Giuliano in Future Man, Jupiter's Legacy
- Gianni Marzocchi in RoboCop
- Giorgio Lopez in Rambo III
- Pino Locchi in Scappiamo col malloppo
- Sergio Matteucci in Oscar - Un fidanzato per due figlie
- Giuseppe Rinaldi in Star Trek VI - Rotta verso l'ignoto
- Luciano Melani in Ombre e nebbia
- Oreste Rizzini in Spie contro
- Guido Cerniglia in Boxing Helena
- Emilio Cappuccio in La ragazza della porta accanto
- Silvio Anselmo in La storia di Ruth, donna americana
- Dario De Grassi in X-Files
- Giovanni Petrucci in Una famiglia del terzo tipo
- Giuliano Santi in Prefontaine
- Romano Ghini in Nome in codice: Broken Arrow
- Pietro Biondi ne La guerra dei bugiardi
- Massimo Milazzo in That '70s Show
- Bruno Alessandro in Psych
- Michele Kalamera in Medium
- Angelo Maggi in Hitchcock
- Carlo Reali in Agent Carter
- Marco Mete in Amityville - Il risveglio
- Gianni Quillico in Patriot
- Ennio Coltorti in The Ranch

Da doppiatore è sostituito da:
- Enrico Bertorelli in Fl-Eek! Stravaganza
- Donato Sbodio in Squirrel Boy
- Fabrizio Temperini in Turbo
- Ennio Coltorti in Star Trek: Lower Decks
- Gerolamo Alchieri in Rick & Morty